# ذي أنيون
ذي أنيون (بالإنجليزية: The Onion) هي شركة إعلامية رقمية أميركية ومؤسسة صحفية تنشر مقالات سخرية عن الأخبار الدولية والوطنية والمحلية. الشركة مقرها في مدينة شيكاغو إلا أنها ابتدأت كنشرة مطبوعة أسبوعيا يوم 29 أغسطس 1988 في ماديسون بولاية وسكونسن الأميركية. في ربيع 1996 بدأت ذي أنيون تنشر على الإنترنت.
تغطي مقالات ذي أنيون أحداث جارية سواء كانت حقيقية أو خيالية، وتسخر من نبرة وهيئة الوكالات الإخبارية التقليدية، استخداما لعناصر الصحافة التقليدية وتمثيلا للأسلوب التحريري لدى أسوشيتد برس. روح الهزل في النشرة في أنها تقدم أحداث بسيطة ودنيوية كما لو كانت أخبار عاجلة وخطيرة. قال الفكاهي الكندي بوب أودينكيرك إن الكتابة لدى ذي أنيون من أفضل ما في الكتابة في البلد وهي هكذا منذ بدايتها.

## وصلات خارجية
1. ↑  مذكور في: US Newspaper Links. معرف يو إس إن بي إل: 3420.
2. 1 2 3  مذكور في: بوابة الرقم الدولي الموحد للدوريات. الرَّقم التَّسلسليُّ المِعياريُّ الدَّوليُّ (ISSN): 1534-6978. الناشر: ISSN International Centre. لغة العمل أو لغة الاسم: الإنجليزية.
3. ↑  وصلة مرجع: https://ncte.org/wp-content/uploads/2023/09/Past_Recipients_Orwell_Award.pdf.
4. ↑  وصلة مرجع: https://www.today.com/popculture/entourage-john-adams-win-peabody-awards-1C9415648.
5. ↑  "Univision finds a buyer for its English-language websites The Onion and Gizmodo".
6. ↑  وصلة مرجع: https://variety.com/2024/digital/news/the-onion-sold-global-tetrahedron-1235982383/. الوصول: 14 نوفمبر 2024.
7. ↑  وصلة مرجع: https://www.nytimes.com/2024/04/25/business/media/the-onion-sold.html.
8. ↑  Dionne، Alexandria (8 يناير 1999). "The Onion moves to the Internet". Entertainment Weekly. مؤرشف من الأصل في 2019-07-05. اطلع عليه بتاريخ 2015-06-24.